# Thure von Uexküll
Karl Kuno Thure Freiherr von Uexküll, né le 15 mars 1908 à Heidelberg et mort le 29 septembre 2004 à Freiburg, est un spécialiste allemand de la médecine psychosomatique et de la biosémiotique. Il a développé l'approche de son père, Jakob von Uexküll, dans l'étude des systèmes vivants et l'a appliquée en médecine. 
Sa mère était Gudrun Baronne von Uexküll (Gräfin von Schwerin).

## Carrière
- 1955–1965

Directeur du service médical ambulatoire de l'Université de Giessen
- 1966-1977

Directeur du Département de médecine interne et de psychosomatique de l'Université d'Ulm

## Récompenses
Docteur honoris causa de l'Université de Tartu (1994) 

## Travaux
- - Der Sinn des Lebens (with Jakob von Uexküll). Godesberg: H.Küpper (1947).
  - Der Mensch und die Natur. Grundzüge einer Naturphilosophie. Bern: Francke (1953).
  - Grundfragen der psychosomatischen Medizin. Hamburg: Rowohlt (1963). Traduction française : La médecine psychosomatique, Gallimard, collection idées NRF, 1966.
  - Signs, Symbols and Systems. In: T. Sebeok, R. Posner (Hg): A semiotic Landscape. Den Haag, Paris, New York (1974), 487–492.
  - Lehrbuch der psychosomatischen Medizin. Urban und Schwarzenberg, München; Wien; Baltimore (1979)
  - Die Umweltlehre als Theorie der Zeichenprozesse. In: Th v. Uexküll (Hg): Kompositionslehre der Natur. Biologie als undogmatische Naturwissenschaft; ausgewählte Schriften. Frankfurt, Berlin, Wien: Ullstein (1980)
  - Semiotics and medicine. In: Semiotica 38 (1982), 3/4: 205–215.
  - Semiotics and the problem of the observer. In: Semiotica 48 (1984), 3/4: 187–195.
  - Zeichen und Realität als anthroposemiotisches Problem. In: Oehler, Klaus (Hrsg.): Zeichen und Realität. Tübingen, Stauffenburg-Verlag (1984), 1: 61–72.
  - Medicine and Semiotics. In: Semiotica, 61 (1986), 3/4: 201–217.
  - Die Wissenschaft von dem Lebendigen. In: Perspektiven der Philosophie. Neues Jahrbuch (1987), 13: 451–461.
  - Theorie der Humanmedizin. Grundlagen ärztlichen Denkens und Handelns. (with Wolfgang Wesiack): München: Urban und Schwarzenberg (1988)
  - Naturwissenschaft als Zeichenlehre. In: Merkur (1989), 43: 225–234.
  - Die Bedeutung der Semiotik für die Medizin. In: P. Rusterholz, M. Svilar (Ed). Welt der Zeichen - Welt der Wirklichkeit, Berner Universitätsschriften, Band 38, Verlag Paul Haupt (1993), 38: 85–100.
  - Endosemiosis. (together with Werner Geigges und Jörg Hermann) In: Semiotica, (1993), 96, 1/2, 5–51.
  - Biosemiose. In: R.Posner, K. Robering, T. Sebeok (Ed.). Semiotik. Berlin, New York: Walter de Gruyter, (1997), 447–457.
  - Endosemiose. In: R. Posner, K. Robering, T. Sebeok (Hg.). Semiotik. Berlin, New York: Walter de Gruyter, (1997), 464–487.
  - Psychosomatic Medicine. München: Urban & Schwarzenberg (1997).
  - Theorie der Humanmedizin (with Wolfgang Wesiack). München: Urban & Schwarzenberg (1998).